# Winterreise
Winterreise op. 89, D 911 ist ein Liederzyklus, bestehend aus 24 Liedern für Singstimme und Klavier, den Franz Schubert im Herbst 1827, ein Jahr vor seinem Tod, komponierte. Der vollständige Titel des Zyklus lautet: Winterreise. Ein Cyclus von Liedern von Wilhelm Müller. Für eine Singstimme mit Begleitung des Pianoforte komponiert von Franz Schubert. Op. 89. Erste Abtheilung (Lied I–XII). Februar 1827. Zweite Abtheilung (Lied XIII–XXIV). October 1827.

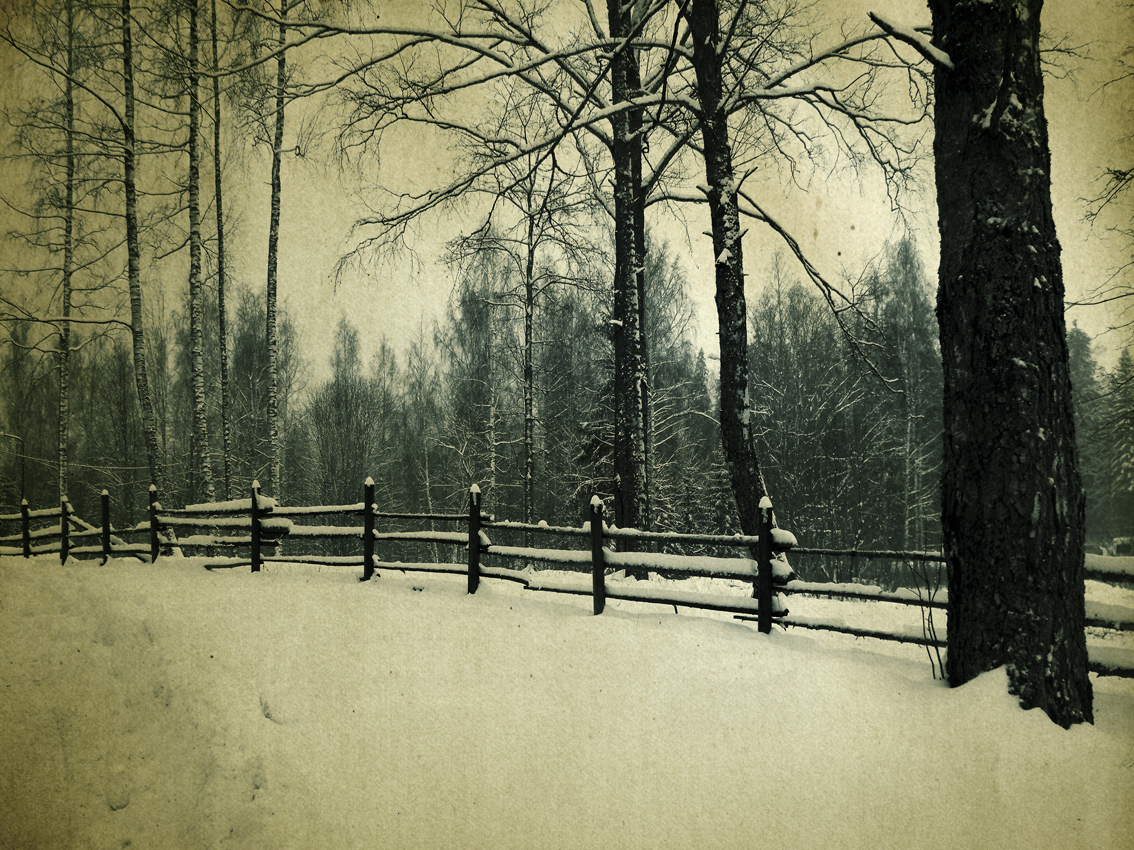
Winterlandschaft

## Entstehung
Die Texte stammen von Wilhelm Müller (1794–1827). Er kam aus Dessau und verkehrte im schwäbischen Dichterkreis um Ludwig Uhland, Justinus Kerner, Wilhelm Hauff und Gustav Schwab. Beeinflusst wurde er von den Romantikern Novalis (Friedrich von Hardenberg), Clemens Brentano und Achim von Arnim. Franz Schubert wurde von den Gedichten unmittelbar angesprochen und vertonte sie im Todesjahr Wilhelm Müllers, ein Jahr vor seinem eigenen Tod.
Schubert entnahm die zwölf Gedichte der „ersten Abtheilung“ der Urania – Taschenbuch auf das Jahr 1823, wo sie unter dem Titel „Wanderlieder von Wilhelm Müller. Die Winterreise. In zwölf Liedern“ erschienen waren. Sein Freund Franz von Schober hatte das Buch für ihn beschafft. Schubert behielt die Reihenfolge bei und hielt den Zyklus nach dem zwölften Lied wohl für abgeschlossen; dies zeigt auch das „Fine“ am Ende des Autographs des ersten Teils. Müller publizierte 1823 weitere zehn Gedichte in den Deutschen Blättern für Poesie, Literatur, Kunst und Theater und schloss den Zyklus 1824 in seiner Werkausgabe Sieben und siebzig Gedichte aus den hinterlassenen Papieren eines reisenden Waldhornisten. Zweites Bändchen ab – um Die Post und Täuschung erweitert und in eine neue Reihenfolge gebracht.
Die Liedfolge in Schuberts „Erster Abtheilung“ ist identisch mit der in der Urania von 1823. Die weiteren zwölf Gedichte der „Zweiten Abtheilung“ vertonte er nach der Reihenfolge der Ausgabe von 1824 unter Auslassung der bereits von ihm geschriebenen Lieder. Die einzige Umgruppierung, die Schubert eigenmächtig vornahm, ist der Einschub von Die Nebensonnen zwischen Mut und Der Leiermann. Die Müllersche Reihenfolge ist also, von Schubert aus gesehen: Nr. 1–5, 13, 6–8, 14–21, 9–10, 23, 11–12, 22, 24.
Die ersten zwölf Gedichte vertonte er, laut Autograph, im Februar 1827. Wahrscheinlich im Spätsommer 1827 stieß Schubert auf die anderen zwölf Gedichte, die er im Oktober komponierte.
Schubert notierte den Liedzyklus in hoher Lage, also für Tenor und Klavier. Gleichwohl war für Schubert das Transponieren in die Stimmlage des jeweiligen Sängers eine selbstverständlich geübte Praxis, und die Winterreise war seit den Zeiten ihres mutmaßlich ersten Interpreten Johann Michael Vogl (der die meisten Lieder Schuberts in dessen Privataufführungen aus der Taufe hob) weitgehend der Baritonlage zugeordnet; erst im 20. Jahrhundert fiel durch die Aufnahmen von Julius Patzak und Peter Pears auch der originalen Tenorlage wieder mehr Aufmerksamkeit zu. Die Frage der Tonarten und deren Abfolge wird dadurch verkompliziert, dass manche Lieder in mehreren authentischen Fassungen von Schubert in verschiedenen Tonarten vorliegen, und auch im Erstdruck einige Lieder in anderen Tonarten stehen als im Autographen.
Der Wiener Verleger Tobias Haslinger veröffentlichte die Lieder in zwei Heften, das erste am 24. Januar 1828, das zweite, sechs Wochen nach Schuberts Tod, am 31. Dezember 1828 unter dem Titel: „Winterreise. Von Wilhelm Müller. In Musik gesetzt für eine Singstimme mit Begleitung des Pianoforte von Franz Schubert. 89tes Werk“ (Verlagsnummern 5101 bis 5124).
Schubert und Müller sind sich persönlich nicht begegnet, und ob Müller vor seinem Tode 1827 von Schuberts Vertonungen erfuhr, ist nicht nachweisbar.
Erste Aufführungen: 10. Januar 1828, Musikverein, Wien, durch den Tenor Ludwig Tietze (nur Nr. 1); 22. Januar 1829, Musikverein, Wien, durch den Bassisten Johann Karl Schoberlechner (Nr. 5 und 17).

## Inhalt

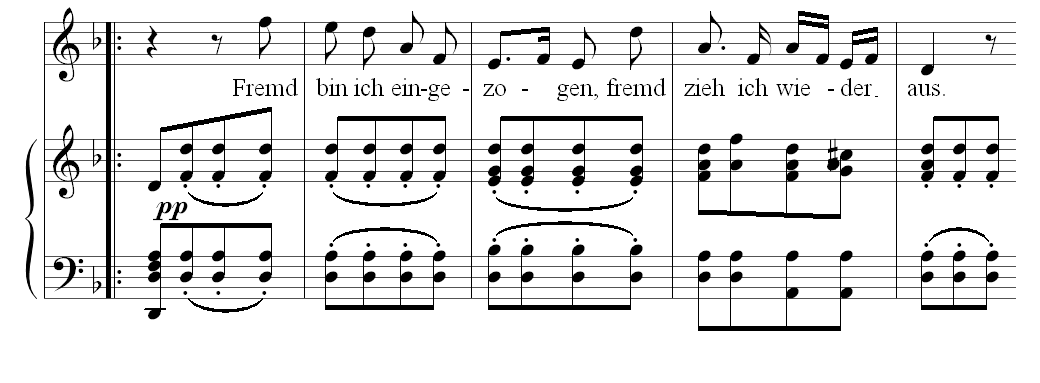
Schubert, „Gute Nacht“ Takt 7–11

„Fremd bin ich eingezogen, fremd zieh’ ich wieder aus“ – mit diesen Versen beginnt die Winterreise. Es ist einer der bekanntesten Liederzyklen der Romantik, mit dem Schubert eine Darstellung des existentiellen Schmerzes des Menschen gelang. Im Verlauf des Zyklus wird der Hörer immer mehr zum Begleiter des Wanderers, der zentralen Figur der Winterreise. Dieser zieht nach einem Liebeserlebnis aus eigener Entscheidung ohne Ziel und Hoffnung hinaus in die Winternacht. Das Werk Müllers kann auch als politische Dichtung begriffen werden, in der er seine von den Fürsten enttäuschte und verratene Vaterlandsliebe (d. h. die Hoffnung auf Freiheit, Liberalismus und Nationalstaat) thematisiert.
Innerhalb des Zyklus lässt sich kein durchgehender Handlungsstrang erkennen. Es handelt sich eher um einzelne Eindrücke eines jungen Wanderers. Auf den 24 Stationen seines passionsgleichen Weges ist er zunächst starken Stimmungsgegensätzen von überschwänglicher Freude bis hin zu hoffnungsloser Verzweiflung ausgesetzt – von Schubert durch den häufigen Wechsel des Tongeschlechts verdeutlicht –, bevor sich allmählich eine einheitliche, jedoch vielfältig schattierte, düstere Stimmung durchsetzt.
Im Ausklang des Zyklus trifft der Wanderer auf den Leiermann, der frierend seine Leier dreht, aber von niemandem gehört wird. Die Melodie erstarrt hier zur scheinbar banalen Formel, das musikalische Leben hat sich verflüchtigt und das Gefühl scheint aus einem verloschenen Herzen entwichen zu sein.
Mit der Frage „Willst zu meinen Liedern deine Leier dreh’n?“ endet die Winterreise. Manche sehen in diesem Lied die Kunst als letzte Zuflucht dargestellt, andererseits wird der Leiermann, dem der Wanderer sich anschließen will, auch als Tod gedeutet. Eine dritte Deutung sieht in der „ewigen Leier“ den Ausdruck der Qual eines hoffnungslosen, aber immer fortdauernden Lebens.

## Politische Deutungen derWinterreise
Durch Veröffentlichungen verschiedener Autoren ist in den vergangenen Jahren eine zweite Deutungsebene der Winterreise publik geworden. Mit der Vertonung von Zeilen wie „Hie und da ist an den Bäumen manches bunte Blatt zu seh’n“ (Lied 16; Letzte Hoffnung) habe Schubert auch bewusst und gezielt subtile Kritik am herrschenden System geübt. So stehe der Winter bei ihm auch als Metapher für das System der reaktionären Restauration unter Kanzler Metternich. Schubert, der enge Kontakte zu den Kreisen der Opposition unterhielt, sei durch seine exponierte Begabung ein wichtiges Sprachrohr der Intellektuellen gewesen. Auch das folgende Lied, Im Dorfe („Es bellen die Hunde, es rasseln die Ketten, …“), spricht für diese Interpretation. Einer Razzia beim Dissidentenverein seiner Freunde im Jahr 1826 entging Schubert nur durch eine frühzeitige Warnung. Die 1822 verbotene Leipziger Literaturzeitschrift Urania mit den Texten des Dichters Wilhelm Müller hatte sich Schubert illegal besorgt. Eine ausführliche Deutung der verschlüsselten Textstellen hat der Astrophysiker und Musiker Andreas Goeres publiziert. Eine andere politische Deutung hat Reinhold Brinkmann vorgelegt: Der Harvard-Musikologe sieht die Winterreise als Allegorie auf die „heil’ge Kunst“, welche die Ideen der revolutionären „Zeit der Kraft und Tat“ bewahre. Demgegenüber sieht Jürgen Hillesheim diese politischen Deutungen als vielfach zu vordergründig. Er bringt den Zyklus in Verbindung mit pessimistischen bzw. fatalistischen Weltsichten des frühen 19. Jahrhunderts, mit der Philosophie Arthur Schopenhauers und dem Werk Georg Büchners. In Anlehnung an Thomas Manns Künstlerroman Doktor Faustus sieht Hillesheim die Winterreise als erste „Rücknahme“ des letzten Satzes der 9. Sinfonie Ludwig van Beethovens.

## Musikalische Grundmotive des Zyklus
Der Musikwissenschaftler Harry Goldschmidt sieht „den gesamten Zyklus durch einige „Grundmotive“ zusammengehalten“. Nach ihm kehren diese drei schon in den beiden Einleitungstakten erkennbaren „Grundmotive“ von Lied zu Lied in immer neu variierter Gestalt wieder. Als erstes Motiv sieht Goldschmidt den gleichmäßigen Achtelgang mit Ton- bzw. Akkordwiederholungen, der z. B. in den beiden Anfangstakten in der linken Hand realisiert ist. Das zweite Motiv ist die abfallende Linie bzw. Gesangslinie, wie sie in der Oberstimme der rechten Hand in Takt 1–3 und in der Gesangslinie in Takt 7 und 8 verwirklicht ist. Das dritte Motiv ist die mit Akkorddissonanzen zusammenfallende Wechselnote wie in der Oberstimme der rechten Hand am Ende von Takt 2 und in Takt 3 sowie in der Gesangsstimme in Takt 9.
Nach Goldschmidt hat jedes „Grundmotiv“ seine eigene auf den Text bezogene außermusikalische Bedeutung. Das erste Motiv steht mit seiner „starren Regelmäßigkeit“ für den „einförmigen Gang durch Nacht und Winter“. Das zweite Motiv mit seiner fallenden Gesangslinie repräsentiere die „Mattigkeit“ mit der sich der „Hinausgetriebene“ durch die Einöde schleppt. Das dritte Motiv beschreibt Goldschmidt recht nebulös als das „Verschwiegenste“, „Motiv der Motive“ und „der Schmerz, die Wunde“.
In diesen zyklenübergreifenden Motiven sieht Goldschmidt die „von Beethoven mit letzter Konsequenz verfolgte zyklische Einheit zusammengehöriger Instrumentalsätze“, die Schubert vor allem in seinen Streichquartetten übernommen hat, auch auf sein Liedschaffen übertragen.
Einen „übergreifenden zyklischen Zusammenhang“, der sich nicht mehr mit dem „überkommenen Liedbegriff“ – wie beispielsweise noch in der schönen Müllerin befolgt – vereinbaren ließ, sieht auch Elmar Budde. Allerdings sieht er im Gegensatz zu Goldschmidt den liedübergreifenden Zusammenhang eher durch „musikalische Bezüge aufgrund klanglicher Nähe der Tonarten“ als durch „motivische Klammern“ verwirklicht.

## Lieder
Im Nachfolgenden sind die Titel der Lieder mit ihren Deutsch-Verzeichnis-Nummern und kurzer analytischer Beschreibung aufgelistet.

### Gute Nacht
1. Gute Nacht („Fremd bin ich eingezogen“) D 911,1 d-Moll
Text: Das lyrische Ich nimmt Abschied von seiner bisherigen Bleibe und – vor allem – seiner Liebsten. Die Liebesbeziehung zwischen den beiden war glücklich („Das Mädchen sprach von Liebe, die Mutter gar von Eh’“), musste jedoch beendet werden – sei es, weil die Geliebte sich einem anderen zuwandte oder weil ihr Vater die Beziehung wegen des Standesunterschiedes untersagte. (In Die Wetterfahne erfährt der Hörer, dass es letzteres ist: „Was fragen sie nach meinen Schmerzen? Ihr Kind ist eine reiche Braut.“) So bricht das lyrische Ich in einer Winternacht auf und schreibt der Geliebten, die bereits schläft, einen Gute-Nacht-Gruß ans Tor. Die Verarbeitung dieses Verlustes und allgemein der Entfremdung des lyrischen Ichs von seiner Umwelt ist das Thema des folgenden Gedichtzyklus.
Musik: Es handelt sich um ein variiertes Strophenlied: Die ersten beiden Strophen sind musikalisch identisch, die dritte und vierte Strophe variieren. Die durchgehende Achtelbegleitung in der Klavierstimme kennzeichnet das Lied als ein für die Winterreise typisches Gehlied, da sie die Schritte des lyrischen Ichs darstellt, das ziellos umherwandert. Die stetigen Achtel (Grundmotiv 1) verleihen dem Lied außerdem Schwere, die durch die durchweg fallende Melodie der Gesangstimme in den Moll-Teilen (Grundmotiv 2) zusätzlich verstärkt wird. Bei dem Wort „die Liebe“, erstmals ab Takt 15, richtet sich die fallende Linie des Grundmotivs 2 in F-Dur auf. Die vierte Strophe steht in der gleichnamigen Durtonart D-Dur, da das lyrische Ich hier seine Geliebte anspricht und sich nach der Vergangenheit sehnt. In den letzten 2 Takten der vierten Strophe wird aus D-Dur wieder d-Moll. Das abschließende Klaviernachspiel, in dem die Oberstimme von a'' auf d' hinabfällt und nur noch die monotone Achtelbewegung herrscht, deutet bereits die Hoffnungslosigkeit der Situation des lyrischen Ichs an.

### Die Wetterfahne
2. Die Wetterfahne („Der Wind spielt mit der Wetterfahne“) D 911,2 a-Moll
Text: Das lyrische Ich nimmt Anstoß an der Wetterfahne, die auf dem Haus seiner Geliebten steht. Sie wird als Symbol für die Unbeständigkeit der Liebe gedeutet; der Text legt zudem nahe, dass die Liebesbeziehung des lyrischen Ichs abgebrochen wurde, weil das Elternhaus der Liebsten ihr einen wohlhabenderen Ehemann ausgesucht hat. Das lyrische Ich sieht sich in Bedeutungslosigkeit versinken („Was fragen sie nach meinen Schmerzen? Ihr Kind ist eine reiche Braut.“).
Musik: Die Klaviereinleitung im zweiten Teil von Takt zwei und in Takt 3 bezieht sich mit einer Variation des abfallenden Grundmotivs 2 auf das erste Lied. und zeichnet die mit der Wetterfahne spielenden Böen nach. Die Klavierbegleitung besteht auf weiten Strecken aus einer Melodie, die von beiden Händen im Oktavabstand gespielt wird und mit der Singstimme identisch ist (Unisono, colla parte). Die Oktavverschiebung gibt dem Lied einen schaurigen Charakter, der durch das schnelle Tempo, Triller, Vorschläge und arpeggierte Akkorde verstärkt wird. Auch hier moduliert die Musik bei der Erwähnung der „reichen Braut“ in die gleichnamige Durtonart. Das Lied endet ohne Akkord auf einer a-Oktave.

### Gefror’ne Thränen
3. Gefror’ne Thränen („Gefror’ne Tropfen fallen“) D 911,3 f-Moll
Text: Das lyrische Ich bemerkt, dass Tränen gefroren von seinen Wangen fallen, und wundert sich, weshalb diese zu Eis erstarren können, obwohl er aus heißer Sehnsucht nach seiner Liebsten weint. Das lyrische Ich beginnt hier – nicht zum letzten Mal auf seiner Reise – an der Intensität seiner Emotionen und ihrer Quelle zu zweifeln.
Musik: Die Klavierbegleitung wird von zwei rhythmischen Elementen geprägt: einmal der synkopischen Halben auf dem zweiten Schlag in der linken Hand und einmal durch die viertelbetonte rechte Hand, die oft auf dem zweiten Schlag zwei Achtel hat. Durch die starke Viertelorientierung kann wie bei Gute Nacht von einem Gehlied gesprochen werden. Vorangetrieben wird das Lied auch durch die oft auftretende Dominante auf dem vierten Schlag. Die oft staccatierten Viertel symbolisieren die Tränen des lyrischen Ichs. Der plötzliche Forte-Ausbruch am Ende („des ganzen Winters Eis“) verdeutlicht den aufgewühlten Zustand des lyrischen Ichs, der noch oft – vor allem musikalisch – thematisiert wird.

### Erstarrung

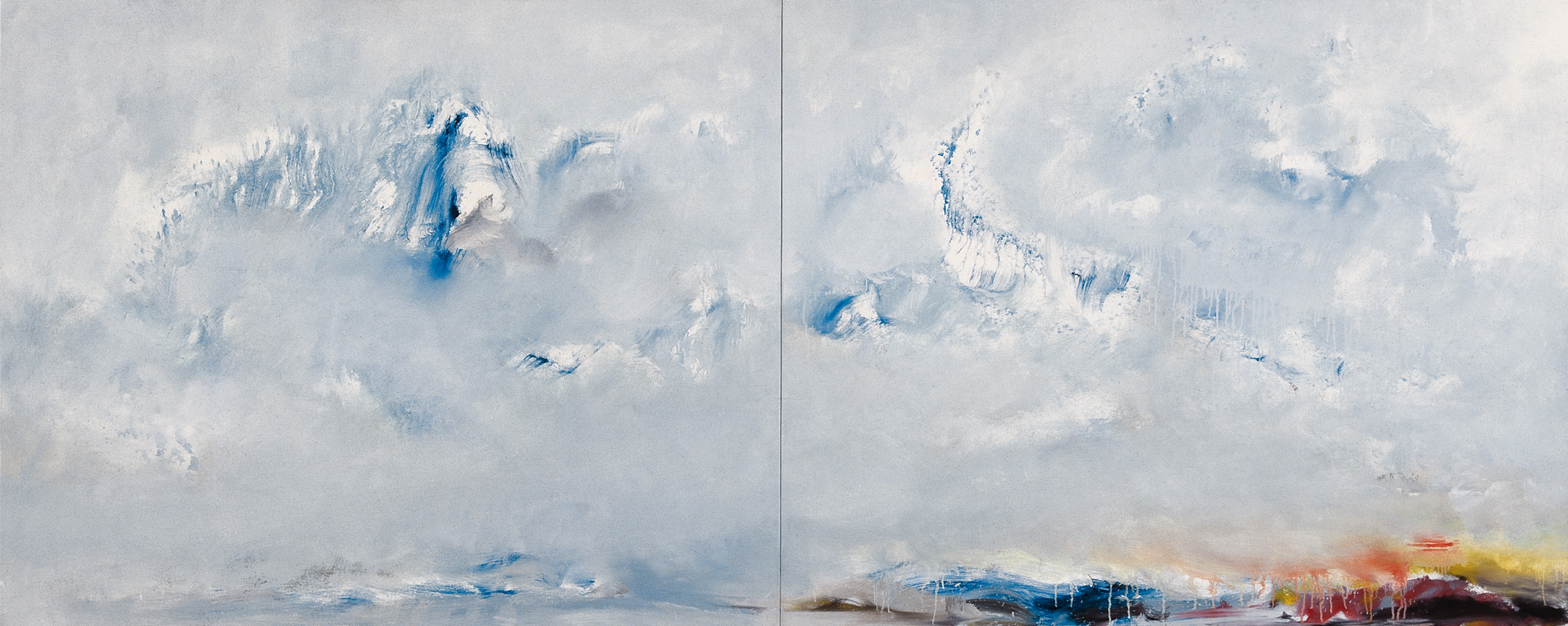
„Erstarrung“, Ölgemälde von Ingo Kühl, 1996, 120 × 300 cm (2-teilig)

4. Erstarrung („Ich such’ im Schnee vergebens“) D 911,4 c-Moll
Text: Das lyrische Ich wandert durch den Schnee, sucht die Spur seiner Geliebten und weint ihr nach. Die Natur ist tot („die Blumen sind erstorben“) und in der Suche wird das Motiv aus Gefrorene Tränen aufgegriffen, nach dem die Kraft seiner Liebe nicht reicht, um dem Eis und der Erstarrung etwas entgegenzusetzen. So bleibt dem lyrischen Ich als Erinnerung an seine Liebste nur der Schmerz. Die Zeilen („schmilzt je das Herz mir wieder, fließt auch ihr Bild dahin“) können als Entschluss gedeutet werden, das Bild der Geliebten im Herzen einzuschließen und sich nie wieder zu verlieben.
Musik: Die Begleitung besteht durchgehend aus sehr schnellen Achteltriolen und einer immer wiederkehrenden Bassmelodie. Dies verdeutlicht die emotional angetriebene, durchaus auch hektische Suche des lyrischen Ichs nach Spuren der Vergangenheit. Beim Ausruf „mit meinen heißen Tränen“ findet sich das As als einer der höchsten Töne der Singstimme in der Winterreise. Sehr deutlich wird der Gedanke an die Vergangenheit im Mittelteil („Wo find’ ich eine Blüthe?“), der in As-Dur steht, jedoch wird die Erinnerung musikalisch durch anhaltende verminderte Akkorde zunichtegemacht.

### Der Lindenbaum
5. Der Lindenbaum („Am Brunnen vor dem Thore“) D 911,5 E-Dur
Text: Das lyrische Ich kommt bei seiner Wanderung an einem Lindenbaum vor dem Tor der Stadt vorbei, den es nun zum letzten Mal sieht. (Der Lindenbaum wird in der romantischen Literatur häufig als Symbol für Heimat und Geborgenheit verwendet.) Das lyrische Ich fühlt sich stark zum Baum hingezogen und muss beim Vorbeiwandern die Augen schließen und sich zwingen, sich nicht umzudrehen, da der Lindenbaum eine ungeheure Anziehungskraft auf es auswirkt. Der Vers „Du fändest Ruhe dort“ lässt sich als Todessehnsucht ausdeuten, der sich das lyrische Ich hier widersetzt.
Musik: Das Lied wird mit einem Vorspiel eingeleitet, das durch die Sechzehnteltriolen und die Bewegung in der Oberstimme stark an das vorherige Lied (Achteltriolen und Basslauf) erinnert. Die zunächst homophone, unterordnende Begleitung der Singstimme gibt dem Lied einen volkstümlichen Charakter. Die Tonart E-Dur spiegelt die Entrücktheit des lyrischen Ichs wider, das hier in der Vergangenheit gefangen ist und ihr kaum entkommen kann. Die Textpassagen, die sich auf die Gegenwart beziehen, sind in Moll vertont: Die oktavverschobenen Begleitstimmen in der ersten Passage („Ich musst’ auch heute wandern“) erinnern an Die Wetterfahne, die zweite Stelle („Die kalten Winde bliesen“) bildet mit ihren vielen Halbtonverschiebungen einen starken Kontrast zum Rest des Liedes. Das Lied endet wieder in E-Dur.

### Wasserfluth
6. „Wasserfluth“ (Manche Thrän’ aus meinen Augen) D 911,6 e-Moll (Autograph: fis-Moll)
Text: Das lyrische Ich spricht hier die Natur an. Es versucht, sie mit seinen fallenden Tränen zu verändern und durch den schmelzenden Schnee, der in die Stadt zurückfließt, einen vagen Kontakt zu seiner Liebsten aufzunehmen.
Musik: Das fast immer gleichbleibende viertaktige Rhythmusostinato im Klavier erinnert durch die Punktierung und das langsame Tempo an einen Trauermarsch. Durch das Forte, das immer wieder spontan aus dem Pianissimo herausbricht, werden emotionale Ausbrüche des lyrischen Ichs verdeutlicht.

### Auf dem Flusse
7. Auf dem Flusse („Der du so lustig rauschtest“) D 911,7 e-Moll
Text: Das lyrische Ich befindet sich auf einem zugefrorenen Fluss. Es ritzt in das Eis den Namen seiner Liebsten. Nun vergleicht es sein Herz mit dem Bach: Es ist an der Oberfläche zugefroren, ist aber darunter völlig aufgewühlt („Ob’s unter seiner Rinde wohl auch so reißend schwillt?“). Der Wanderer hat die Liebe noch nicht vergessen. Sein Herz lässt sich, genauso wie die Eisschicht auf dem Fluss, leicht verletzen („In deine Decke grab’ ich mit einem spitzen Stein“).
Musik: Die Begleitachtel am Anfang erinnern trotz Staccato an Gute Nacht, es handelt sich wieder um ein Gehlied. Gleichzeitig symbolisiert das stockende Staccato die zugefrorene Rinde. Außerdem stellt es den Herzschlag des Wanderers dar. Das untergründige Schwellen wird durch Begleitsechzehntel ausgedrückt, die sich im Laufe des Stücks immer mehr häufen und schneller werden; am Ende sind es Zweiunddreißigstel. Die Erinnerung an die Geliebte ist – wie immer – wieder in der gleichnamigen Durtonart gehalten. Die fünfte, letzte Strophe wird durch mehrmalige Wiederholung stark betont, da hier im Gegensatz zu den ersten beiden Strophen wieder auf den psychischen Zustand des lyrischen Ichs eingegangen wird: Unter seiner Rinde ist es stark aufgewühlt und lässt sich wieder zu lauten Ausrufen hinreißen („ob’s wohl auch so reißend schwillt?“).

### Rückblick
8. Rückblick („Es brennt mir unter beiden Sohlen“) D 911,8 g-Moll
Text: Das lyrische Ich flüchtet aus der Stadt seiner Liebsten, wo es von Krähen hinausgejagt worden ist. Es erinnert sich daran, wie es in die Stadt gezogen und dort freundlich empfangen worden war. Es sehnt sich wieder zurück zum Haus seiner Liebsten.
Musik: Das Lied ist eines der hektischsten in der Winterreise, was vor allem durch die durchgängigen Achtel, verbunden mit den Sechzehntel-Nachschlägen im Klavier, bewirkt wird, die sich durch das ganze Lied ziehen; das Lied ist wieder ein Gehlied. Gleichzeitig zeigt sich hier sehr deutlich der Kontrast von Gegenwart und Vergangenheit, der wiederum durch das Überwechseln in die Varianttonart G-Dur verdeutlicht wird. Die Singstimme hat in der ersten Strophe fast nur Achtel und Sechzehntel, was seine Hektik und Flucht untermalt („Ich möcht’ nicht wieder Athem holen, bis ich nicht mehr die Thürme seh’“). In der zweiten Strophe – der Erinnerung an die Vergangenheit – werden die Sechzehntelpausen zwischen den Synkopen aufgefüllt. Zusammen mit der Bindung der Achtel in der linken Hand und der Durtonart wird die Gegenwart der ersten Strophe kontrastiert. In der dritten Strophe kehrt das Lied zunächst zurück nach Moll, endet aber in Dur, da sich das lyrische Ich zurückwünscht und nicht von der Vergangenheit loskommt.

### Irrlicht
9. Irrlicht („In die tiefsten Felsengründe“) D 911,9 h-Moll
Text: Das lyrische Ich wird von einem Irrlicht getäuscht und verirrt sich im Gebirge. Es vergleicht das Wirken des Irrlichts mit den Wirren seines Lebens und denkt über den Tod nach („’s führt ja jeder Weg zum Ziel“; „jeder Strom wird’s Meer gewinnen, jedes Leiden auch sein Grab“).
Musik: Das Irrlicht wird durch unstete Rhythmik im Klavier veranschaulicht, wobei Schubert des Öfteren im Takt die schnellen Notenwerte vor die langsamen setzt, was beim Hören als irritierend empfunden wird. Die vielen Punktierungen erinnern wie in Wasserfluth an einen Trauermarsch, der hier angesichts der Erwähnung des Grabes angemessen erscheint.

### Rast
10. Rast („Nun merk’ ich erst, wie müd’ ich bin“) D 911,10 c-Moll (1. Fassung: d-Moll)
Text: Das lyrische Ich fühlt sich müde, als es eine Rast einlegt. Aber der seelische Schmerz meldet sich nun, da das Wandern nicht mehr als Ablenkung vorhanden ist, umso stärker zurück.
Musik: Der Rast zum Trotz handelt es sich wieder um ein Gehlied wegen der immer präsenten Achtel. Schubert orientiert sich hier vor allem an der zweiten Strophe („Doch meine Glieder ruh’n nicht aus, so brennen ihre Wunden“). Ein gewisses Rastgefühl wird durch die meist nur taktweise wechselnde Harmonik vermittelt. Wieder drückt die Singstimme durch einen lauten Ausruf („mit heißem Stich sich regen!“) die emotionale Aufruhr des lyrischen Ichs aus.

### Frühlingstraum
11. Frühlingstraum („Ich träumte von bunten Blumen“) D 911,11 A-Dur 
Text: Das lyrische Ich wird brutal aus einem schönen Frühlingstraum gerissen und sucht aus der Realität den Weg zurück in seinen Traum („Ihr lacht wohl über den Träumer, der Blumen im Winter sah?“). Wieder zurück in der Erinnerung an den Traum erinnert sich das lyrische Ich an die Nähe seiner Geliebten. Das lyrische Ich ist unfähig, die Erinnerung an die Vergangenheit zu verdrängen, und sehnt sich zurück in den Frühling („Wann grünt ihr Blätter am Fenster? Wann halt’ ich mein Liebchen im Arm?“).
Musik: Die Musik ist hier in drei Ebenen unterteilt: zuerst der wiegende Sechsachteltakt, der den schönen Traum verkörpert; dann das brutale Erwachen, das mit schnellem Tempo, Wechsel in Moll, Staccato und tiefem, drohendem Sechzehnteltremolo ausgedrückt wird, und schließlich das Zurücksehnen nach dem Traum, das durch den konkreten Zweivierteltakt näher an der Realität liegt und durch die Rückkehr nach Dur gleichzeitig das Festhalten am Traum und der Vergangenheit verdeutlicht. Diese drei Teile werden bei den zweiten drei Textstrophen wiederholt. Der Schluss des Liedes verweigert aber die Rückkehr nach Dur, das Verharren in der dunklen Mollvariante kann als Hinweise auf die Hoffnungslosigkeit des Wanderers gesehen werden. Die abschließende Frage des Liedes (Wann halt’ ich mein Liebchen im Arm?) wird durch die Musik durch die erklingende Molltonika negativ beschieden.

### Einsamkeit
12. Einsamkeit („Wie eine trübe Wolke“) D 911,12 h-Moll (Autograph: d-Moll)
Text: Das lyrische Ich vergleicht sich mit einer einzelnen Wolke am klaren Himmel. Ihm begegnen beim Wandern Ruhe und Frohsinn. Durch diese Eindrücke fühlt es sich noch elender („Als noch die Stürme tobten, war ich so elend nicht.“).
Musik: Dieses Lied wird im ersten Teil von durchgehenden Achteln geprägt und ist deshalb zuerst ein Gehlied. Die Einsamkeit des lyrischen Ichs wird durch die vielen unvollständigen Zweiklänge und die wenigen Töne, aus der die Begleitung zunächst besteht, verdeutlicht. Im zweiten Teil orientiert sich die Begleitung stark an den Stürmen mit Tremoli und Sechzehnteltriolen. Die elende Stimmung des lyrischen Ich wird mit dem tief gesetzten Schlussakkord deutlich. Wichtig ist, dass Schubert dieses Lied als Endlied des ersten Teils des Zyklus komponierte und veröffentlichte, da der zweite Teil des Liederzyklus, also die Lieder 13 bis 24, erst nach seinem Tod veröffentlicht wurde. Als Abschluss des ersten Zyklus zerstört dieses Lied die Hoffnung, die im vorangegangenen Lied Frühlingstraum aufgebaut wurde.

### Die Post
13. Die Post („Von der Straße her ein Posthorn klingt“) D 911,13 Es-Dur
Text: Das lyrische Ich hört ein Posthorn und fühlt sich freudig erregt, ohne zunächst zu wissen, warum. Dann fällt ihm ein, dass die Post aus der Stadt seiner Geliebten kommt, sein Herz möchte umkehren und noch einmal zu ihr gehen.
Musik: Der durchgehend punktierte Rhythmus erinnert an Hufgetrappel von Pferden der Postkutsche (dieselbe Methode verwendete Schubert in seiner Vertonung von Goethes Erlkönig).

### Der greise Kopf
14. Der greise Kopf („Der Reif hat einen weißen Schein“) D 911,14 c-Moll
Text: Der Raureif auf dem Kopf gibt dem lyrischen Ich die Illusion von weißen Haaren; er schmilzt aber bald, sodass die Illusion vergeht. Das lyrische Ich klagt darüber, dass es so langsam altert, und wünscht sich den Tod. Gleichzeitig fürchtet es sich vor der Zukunft, denn die Zeit, die es noch zu leben gilt, wird als unerträglich lang empfunden. Das lyrische Ich befindet sich auf dem tiefsten Punkt seiner Depression auf seiner bisherigen Reise.
Musik: Das Klavier hat eine deutliche Begleitrolle; es untermalt den Sänger mit langen Akkorden, übernimmt nur in Zwischenspielen die Melodie. Stellenweise ist das Lied sehr rezitativisch. Bei den Worten „wie weit noch bis zur Bahre!“ tritt die Begleitung deutlich hervor, indem das Klavier eine oktavversetzte Bewegung spielt, die den Text schaurig untermalt. Die Ruhe und Trägheit, die das ganze Lied beherrscht, spiegeln den Todeswunsch des lyrischen Ichs wider.

### Die Krähe
15. Die Krähe („Eine Krähe war mit mir“) D 911,15 c-Moll
Text: Eine Krähe folgt dem lyrischen Ich, seit es die Stadt verlassen hat. Das lyrische Ich glaubt, sie würde es als Beute ansehen, meint zu ihr, sein Leben würde bald zu Ende gehen, und verlangt von ihr „Treue bis zum Grabe“, was vermutlich eine zynische Anspielung auf die Floskel „bis dass der Tod euch scheidet“ ist. Die Krähe wird fast als Freund angesprochen und ist gleichzeitig ein Symbol des Todes.
Musik: Die Klavierbegleitung ist sehr hoch gesetzt und symbolisiert mit den hohen Sechzehnteltriolen den Flug der Krähe. Das viertaktige Hauptmotiv des Liedes kehrt immer wieder und versinnbildlicht wohl das Kreisen der Krähe um den Kopf des lyrischen Ichs. Ein starker Ausruf erfolgt beim Wort „Grabe“, da es wieder die Todessehnsucht des lyrischen Ichs verdeutlicht.

### Letzte Hoffnung
16. Letzte Hoffnung („Hie und da ist an den Bäumen“) D 911,16 Es-Dur
Text: Das lyrische Ich treibt ein Gedankenspiel: Es hängt seine Hoffnung an das Blatt eines Baumes, sieht es im Wind zittern und schließlich abfallen. Es sieht alle Hoffnung gestorben und begräbt sie weinend in Gedanken.
Musik: Die Singstimme dieses Liedes hat kein melodisches Eigengewicht, Melodie und Begleitung bilden gemeinsam die Harmonik. Deshalb ist die Harmonie an vielen Stellen schwer greifbar. Erst in Takt 8 wird die Tonika Es-Dur erreicht. Dies spiegelt die Entrücktheit des lyrischen Ichs wider. Das Zittern des Blattes wird durch ein Tremolo ausgedeutet, das Fallen durch eine fallende Bewegung im Bass. Bei den Worten „wein’ auf meiner Hoffnung Grab“ wird das Lied plötzlich harmonisch und homophon. Mit diesem kirchenmusikalischen Charakter wird der Tod der Hoffnung ausgedrückt.

### Im Dorfe
17. Im Dorfe („Es bellen die Hunde, es rasseln die Ketten“) D 911,17 D-Dur
Text: Das lyrische Ich läuft nachts durch ein Dorf und wird von knurrenden und bellenden Kettenhunden verfolgt. Es sieht in Gedanken die Menschen von Dingen träumen, die sie nicht haben. Die Träume der Menschen werden als Hoffnung angesehen, das lyrische Ich aber ist am Ende mit allen Träumen, hat also keine Hoffnung mehr.
Musik: Die halbtaktige Begleitung aus Achtelakkorden und Sechzehnteltremoli stellt – sehr lebensecht – die knurrenden und bellenden Hunde dar. Der Mittelteil, in dem über die Träumer gesprochen wird, hat eine Begleitung, die sich mehr an die Gesangsstimme schmiegt, aber das monotone, sich immer wiederholende d in der Oberstimme gibt dem Teil einen bitteren Beigeschmack. Der zweitaktige homophone Ausbruch am Schluss („was will ich unter den Schläfern säumen?“) erinnert stark an das Ende des vorigen Liedes: Nach der Hoffnung gibt das lyrische Ich nun auch seine Träume auf.

### Der stürmische Morgen
18. Der stürmische Morgen („Wie hat der Sturm zerrissen“) D 911,18 d-Moll
Text: Das lyrische Ich betrachtet einen Morgenhimmel, der vom Sturm verunstaltet ist: Die Wolken sind zerfetzt und die Sonne steht rot strahlend dahinter. Es vergleicht den Himmel mit dem Bild seines Herzens („der Winter kalt und wild!“), eine ähnliche Betrachtung wie in Auf dem Flusse.
Musik: Das schnelle Tempo, das durchgängige Forte und der Wechsel zwischen gebundenen und staccatierten Tönen stellen den Sturm dar. Das Lied ist ähnlich wie Die Wetterfahne komponiert: Das Klavier spielt die Melodie in der Gesangstimme oktavparallel mit und erzeugt so eine schaurige Stimmung. Mit weniger als einer Minute ist das Lied das kürzeste der Winterreise.

### Täuschung
19. Täuschung („Ein Licht tanzt freundlich vor mir her“) D 911,19 A-Dur

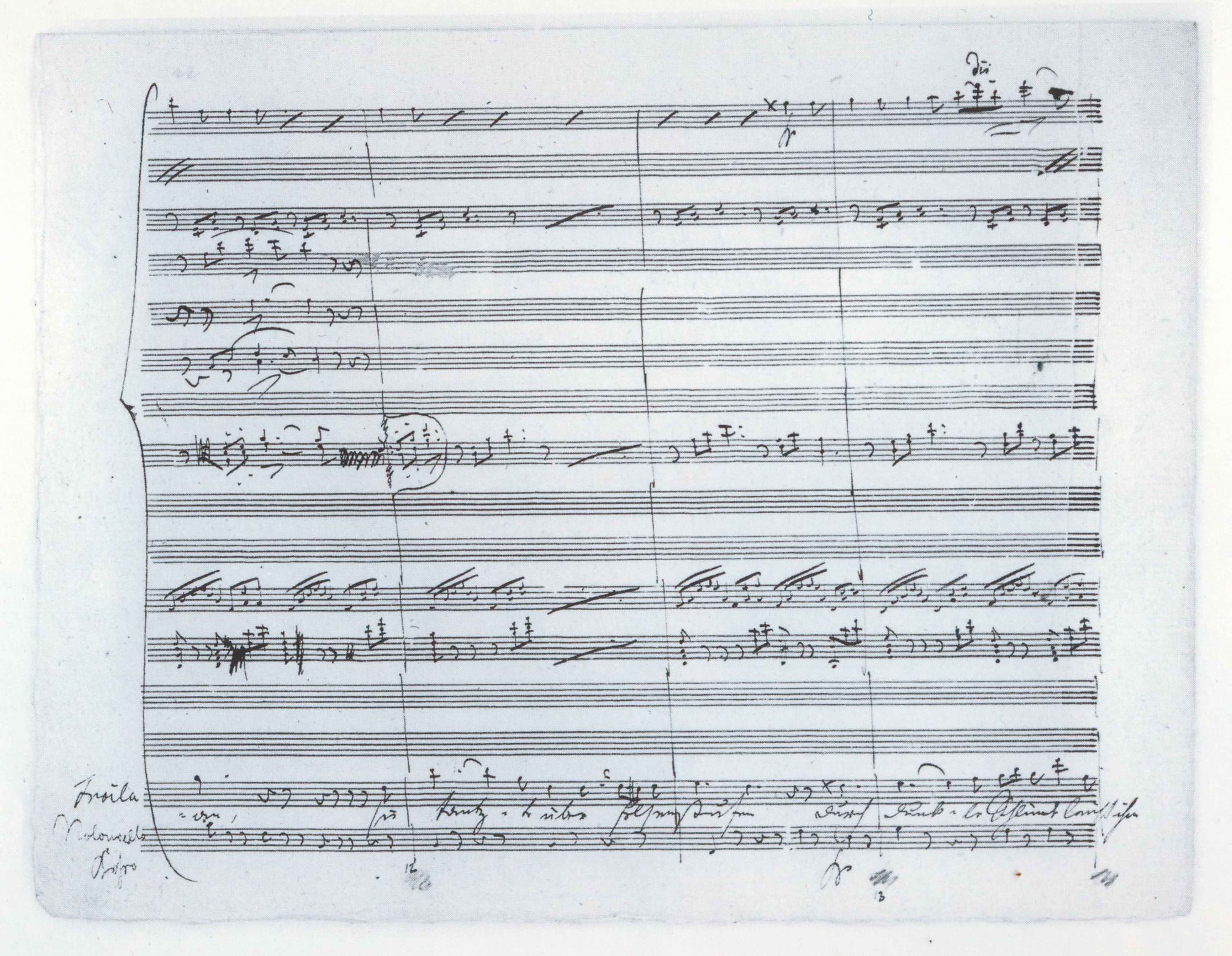
Autograph des „Lieds vom Wolkenmädchen“ aus der Oper Alfonso und Estrella, das Schubert in der „Täuschung“ zitiert

Text: Das lyrische Ich folgt bei seiner Wanderung einem Licht, obwohl es weiß, dass die Hoffnung auf Wärme und Geborgenheit, die das Licht ausstrahlt, nur Täuschung ist. Diese Täuschung benutzt das lyrische Ich zur Ablenkung von seinem Elend. Der Text hat inhaltlich etwas Ähnlichkeit mit Irrlicht.
Musik: In der Begleitung fallen die durchgängigen Oktaven in der rechten Hand auf, die von der linken Hand akkordisch begleitet werden. Zusammen mit den vielen Tonrepetitionen in der Begleitung entsteht so ein vermeintlich fröhliches Lied, das sehr stark den Täuschungscharakter zum Vorschein bringt. Für den Beginn von Nr. 19 verwendete Schubert T. 60–68 von Nr. 11.

### Der Wegweiser
20. Der Wegweiser („Was vermeid’ ich denn die Wege“) D 911,20 g-Moll
Text: Das lyrische Ich führt ein Selbstgespräch darüber, dass es auf versteckten Wegen wandert, um keinem anderen Menschen zu begegnen. Es fragt sich, warum es die Einsamkeit sucht, denn es scheint sein „thörichtes Verlangen“ selbst nicht ganz zu verstehen. Es sieht neben den vielen Wegweisern auf den Wegen einen, der es zu seinem Tod führt. Ihm wird also im übertragenen Sinne der Weg in sein Grab gewiesen. („Einen Weiser seh’ ich stehen unverrückt vor meinem Blick; eine Straße muss ich gehen, die noch keiner ging zurück.“) Hier spiegelt sich wieder stark die Todessehnsucht des lyrischen Ichs wider.
Musik: Das Lied wird geprägt durch die vielen Tonrepetitionen sowohl in der Begleitung als auch im Gesang. Die durchgängigen Achtel zeigen wieder den Charakter eines Gehlieds. In einem kurzen Dur-Teil wird die Unschuld des lyrischen Ichs betont. Das langsame Tempo und die Tonrepetitionen symbolisieren den Tod, nach dem sich das lyrische Ich sehnt. (Diesen Ausdruck für den Tod verwendet Schubert in ähnlicher Weise in seinem Kunstlied Der Tod und das Mädchen.) In der zweiten Hälfte des Liedes verwendet Schubert ein Sequenzmodell, das bezeichnenderweise „Teufelsmühle“ (vgl. Voglerscher Tonkreis) genannt wird und mit dem immer neue überraschende Tonarten erreicht werden. Schubert drückt damit aus, dass der Wanderer orientierungslos ist und der bzw. die Wegweiser ihm auch nicht helfen. Der Bezug zum ersten Teil des Zyklus wird eng geknüpft; es lässt sich unter anderem durch die Grundtonart g-Moll ein Bezug zum Lied Rückblick erkennen.
Aufbau
Teil A bis Takt 21,
Teil B Takt 22–39,
Teil A' Takt 41–55,
Teil A'' Takt 56 bis Schluss

### Das Wirtshaus
21. Das Wirtshaus („Auf einen Todtenacker“) D 911,21 F-Dur
Text: Das lyrische Ich wandert über einen Friedhof und sieht in ihm ein Wirtshaus, in das es einkehren möchte. Doch da kein Grab offen ist, fühlt es sich abgewiesen („Sind denn in diesem Hause die Kammern all’ besetzt?“). Das lyrische Ich fühlt sich tödlich schwer verletzt, womit sein Seelenzustand gemeint ist. Schließlich wandert es weiter.
Musik: Das Dur stellt zusammen mit dem extrem langsamen Tempo eines Trauermarsches die Verlockung des Todes dar (ähnlich wie bei Der Lindenbaum). Das homophon komponierte Lied erzeugt eine andachtsvolle Stimmung, um die Vorstellung des Friedhofes hervorzurufen. Das oft auftretende Moll steht für den Schmerz, den das lyrische Ich durch die Abweisung erfährt.

### Muth
22. Muth („Fliegt der Schnee mir in’s Gesicht“) D 911,22 g-Moll (1. Fassung: a-Moll)
Text: Das lyrische Ich will die Schmerzen seiner Seele durch Fröhlichkeit unterdrücken und verdrängt sie. Um den Schmerz nicht zu fühlen, muss es stark übertreiben: „Will kein Gott auf Erden sein, sind wir selber Götter!“ Der Unterdrückungsversuch ist ein Zeichen dafür, dass das lyrische Ich nicht mit seinem seelischen Schmerz fertig wird und letztlich daran zugrunde gehen muss.
Musik: Das Lied beginnt sehr ereignisreich und interessant, da der Rhythmus sehr stark variiert. Der ständige Wechsel zwischen den Tongeschlechtern macht dieses Lied sehr aufregend. Das Forte in diesem Lied zeigt das wahre Fühlen und Empfinden des lyrischen Ichs.

### Die Nebensonnen

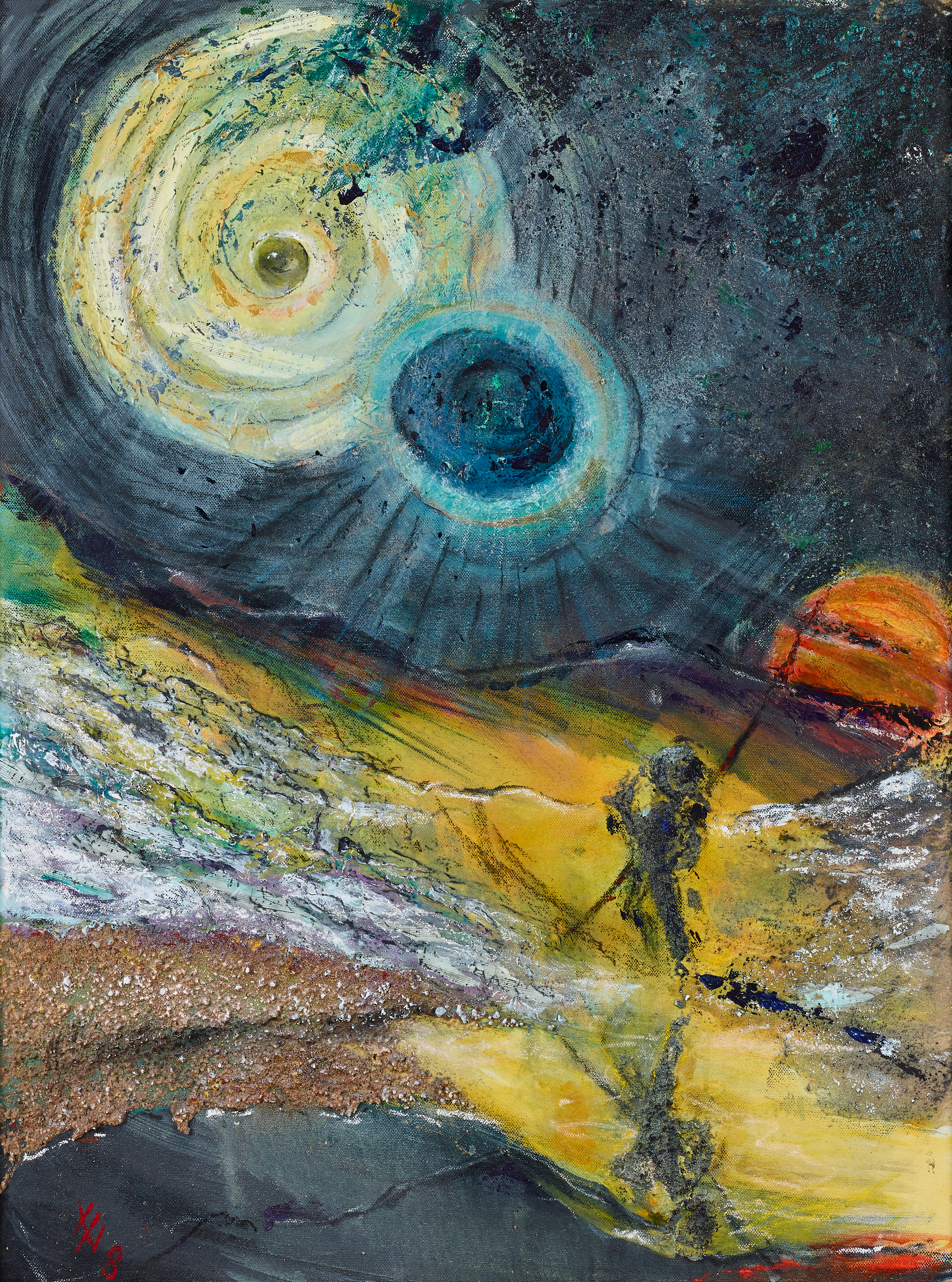
Drei Sonnen; Acrylgemälde von Hermann Voss, Bratscher des Melos Quartetts, zum Lied Die Nebensonnen, 2008, 60 × 80 cm

23. Die Nebensonnen („Drei Sonnen sah ich am Himmel steh’n“) D 911,23 A-Dur
Text: Ausgehend von einem optischen Phänomen von Nebensonnen – worauf der Titel des Gedichtes eindeutig verweist – erzählt das lyrische Ich von drei Sonnen, die es am Himmel gesehen hat, die aber nicht seine gewesen seien. Es sagt, dass es selbst auch einmal drei Sonnen hatte, die „besten zwei“ davon jedoch untergegangen sind. Nun wünscht es sich, dass die dritte ebenfalls untergehe. Diese dritte Sonne symbolisiert das Leben des lyrischen Ichs (bzw. seine Liebe), die anderen beiden wurden als Glaube und Hoffnung gedeutet; das lyrische Ich habe die ersten beiden der christlichen Tugenden auf seiner Wanderung verloren und wünscht nun, die ihn quälende Liebe ebenfalls zu verlieren. Nach einer anderen Deutung, die durch den Gebrauch dieses Bildes in anderen Texten Müllers bestätigt wird, sind mit den „besten zwei“ Sonnen die Augen seiner Liebsten gemeint. Die beobachteten Nebensonnen sind nicht die seinen, da sie „andern in’s Angesicht schauen“, dadurch sieht der Protagonist sein Leben entwertet. Die amerikanische Musikologin Susan Youens weist darauf hin, dass Müller die klassische poetische Metapher der Augen-Sterne, die Ewigkeit symbolisieren, durch Nebensonnen, also eine vorübergehende optische Illusion ersetzt. Dadurch wird – ähnlich wie mit dem Symbol der Wetterfahne – das trügerische Element der Liebeserfahrung des lyrischen Ichs hervorgehoben.
Musik: Wieder handelt es sich um einen homophonen Satz. Die Klavierbegleitung ist sehr tief gesetzt und wiederholt in den A-Teilen einen Sarabanden-Rhythmus, so wird den Sonnenerscheinungen Erhabenheit verliehen. Auffällig ist der geringe Ambitus der Singstimme (kleine Sexte), die sich das ganze Lied hindurch hauptsächlich in Sekundschritten bewegt. Durch den sich wiederholenden Rhythmus ergibt sich ein statischer, nicht vorantreibender Charakter, was die Ausweglosigkeit, Hoffnungslosigkeit und Todessehnsucht des lyrischen Ichs verdeutlicht.
Symbolik: In den „Nebensonnen“ findet sich Symbolik, die auf die Zahl Drei verweist. Sowohl der Dreiviertel-Takt, die drei Kreuze der Grundtonart A-Dur, die Form A–B–A und somit die dreimal erscheinende Melodie verkörpern und durchziehen das gesamte Stück.

### Der Leiermann
24. Der Leiermann („Drüben hinterm Dorfe“) D 911,24 a-Moll (Autograph: h-Moll)
Text: Ein alter Leiermann wankt barfuß hinter dem Dorf auf dem Eis. Niemand beachtet ihn, seine Musik stößt auf absolutes Desinteresse; nur die Hunde knurren ihn an. Dennoch dreht er weiter an seiner Leier, führt monoton seine Arbeit aus, und das lyrische Ich fragt sich, ob es mit ihm gehen und zu seiner Drehleier singen soll. Das ebenso schlichte wie ergreifende Bild des immer weiterdrehenden Leiermanns, der doch nicht vorankommt, passt gut auf den Gemütszustand des lyrischen Ichs, wie er sich im Laufe seiner Reise entwickelt hat. Susan Youens geht so weit, den Leiermann als eine Art Doppelgänger-Motiv zu deuten, die eher eine Projektion des Wanderers sei, denn eine physische Existenz. Mit der Frage „Wunderlicher Alter, soll ich mit dir gehn?“ wird keine Hoffnung geweckt, dass sich das Leben des lyrischen Ichs doch noch zum Besseren wendet. Vielmehr besiegelt sie den unheilbaren Zustand der Hoffnungslosigkeit und schließt so den Gedichtzyklus ab.
Musik: Schubert orientiert sich stark am Bilde der immer wiederkehrenden Leiermusik (der Drehleier, einem vom Rad gestrichenen Saiteninstrument, nicht dem Leierkasten): Die Begleitung besteht aus einer immer präsenten, gleichbleibenden Quinte aus a und e im Bass, die auf die Bordunsaiten der Leier anspielt; darüber erklingt eine kurze, wiederkehrende Leiermelodie. Das Lied ist monoton und durch seine Trägheit und Wiederholungen sehr statisch, was dem Text sehr gut entspricht. Auch dynamisch gibt es kaum Änderungen, nur beim letzten Vers („Willst zu meinen Liedern deine Leier drehn?“) ertönt kurz ein Forte wie ein letztes Aufbäumen aus der Monotonie und Hoffnungslosigkeit des lyrischen Ichs. Nur die Musik beantwortet – auf sehr raffinierte Weise in Takt 55 – die Frage, ob das lyrische Ich tatsächlich mit dem Leiermann geht: exakt beim Wort „gehn“ („… soll ich mit dir gehn?“) beginnt die begleitende Sechzehntelfigur das erste Mal im gesamten Stück überlappend mit dem Text – ein sublimer Hinweis, der Schuberts subtiler Kompositionsweise entspricht. Dieses Lied stand in der Originalversion in h-Moll, wurde aber vom Verleger nach a-Moll transponiert. Zu der gleichbleibenden Quinte im Bass hat Schubert in den ersten beiden Takten einen Vorschlag notiert, der jedoch in allen Folgetakten fehlt. Einzelne Pianisten wie Ulrich Eisenlohr, Wolfram Rieger und Paul Lewis spielen in neuerer Zeit diesen Vorschlag gleichzeitig mit den Bassquinten als Sekundakkord und wiederholen dies durch alle Takte hindurch, so dass sich bis in den Schlusstakt hinein permanent wiederkehrende Dissonanzen ergeben. Diese vom Notentext abweichende Spielweise wird von dem Schubert-Forscher Michael Lorenz scharf kritisiert. Auch Franz Liszt fügte diese Vorschläge in seiner Transkription für Solo-Piano ein.

## Rezeption
Der Zyklus wurde von nahezu allen bedeutenden Liedsängern (Bass, Bariton, Tenor), aber auch von Sängerinnen (Mezzosopran, Alt, Sopran) interpretiert. Das Werk gilt neben dem Zyklus Die schöne Müllerin als Höhepunkt der Gattung Liederzyklus und des Kunstlieds. Es gilt sowohl technisch als auch interpretatorisch als große Herausforderung für Sänger und Pianisten. Über 50 verschiedene Einspielungen existieren auf Schallplatte und CD.
Der deutsche Komponist Hans Zender bearbeitete das Werk unter dem Titel: Schuberts Winterreise – eine komponierte Interpretation für Tenor und kleines Orchester (Uraufführung: 1993) unter enger Anlehnung an Schuberts Tonsprache und Einbeziehung von wirkungsvollen verfremdenden Klangeffekten, welche die eisige Kälte und metaphysische Düsternis des Werkes noch betonen.
Eine weitere Orchesterbearbeitung nahm der Japaner Yukikazu Suzuki vor. Sie war gedacht für Hermann Prey, der sie 1997 in Bad Urach uraufführte.
Der Berliner Sänger und Komponist Nino Sandow führte zusammen mit der Band Daniloff 2003 eine Fassung des Zyklus auf, „die irgendwo zwischen Ernst Busch und Rammstein liegt.“
Eine Bearbeitung für Gitarre stammt von Rainer Rohloff. Die Uraufführung fand 2009 in Berlin statt. Er trug sie gemeinsam mit dem Schauspieler Jens-Uwe Bogadtke im Februar/März 2010 auf einer Deutschland-Tournee vor.
Nach dem Vorbild einer Version für Viola und Klavier von Tabea Zimmermann hat der österreichische Bratschist Peter Aigner die Winterreise ebenfalls für Viola bearbeitet, seine Bearbeitung wird jedoch ergänzt von einer szenischen Realisation der Texte von Wilhelm Müller durch einen Schauspieler. Diese Version erlebte bereits mehrere Aufführungen in Österreich und Deutschland.
Der österreichische Komponist und Drehleierspieler Matthias Loibner bearbeitete die Winterreise für Drehleier und Sopran und führt sie in dieser Bearbeitung seit 2009 mit der Sopranistin Nataša Mirković-De Ro auf.
Der griechisch-österreichische Komponist Periklis Liakakis bearbeitete 2007 die 1. Abteilung und 2012 die 2. Abteilung des Werkes für die Besetzung Bariton-Viola-Violoncello-Kontrabass. Das neue Werk trägt den Titel Winter.reise.bilder – eine Schubert Übermalung.
Nach dem Vorbild von Franz Schuberts Liederzyklus drehte Hans Steinbichler den Film Winterreise (2006), mit Josef Bierbichler und Hanna Schygulla.
Der gehörlose Schauspieler Horst Dittrich übersetzte den Text des Liederzyklus im Jahr 2007 in die österreichische Gebärdensprache und führte ihn in den Jahren 2008 und 2009 Wien, Salzburg und Villach in einer Produktion der ARBOS – Gesellschaft für Musik und Theater mit dem Pianisten Gert Hecher und dem Bassbariton Rupert Bergmann auf.
Der Autor Stefan Weiller verbindet seit 2009 im Kunstprojekt Deutsche Winterreise Lebensgeschichten wohnungsloser und sozial ausgegrenzter Menschen mit dem Liederzyklus im Rahmen einer Musik- und Textperformance zugunsten sozialer Träger.
Der Kantor und Komponist Thomas Hanelt bearbeitete im Jahr 2011 zwölf Stücke des Zyklus für gemischten Chor und Klavier. Gregor Meyer bearbeitete 2017 den kompletten Zyklus für gemischten Chor, Bariton und Klavier.
In Bertolt Brechts frühem Drama Baal (erste Fassung 1918) finden sich deutliche Anlehnungen an die Winterreise. Wie der Wanderer befindet sich Brechts Protagonist auf dem Wege aus der Zivilisation in den Tod.
Die österreichische Schriftstellerin und Dramatikerin Elfriede Jelinek veröffentlichte 2011 einen Theatertext mit dem Titel Winterreise, der sich thematisch und strukturell auf den Liederzyklus bezieht. Jelinek erhielt dafür den Mülheimer Dramatikerpreis.
Das vom Schweizer Komponisten Alfred Felder komponierte Streichquartett „Fremd bin ich eingezogen …“ Variationen über das Lied „Gute Nacht“ aus der ’Winterreise von Franz Schubert war eine Auftragskomposition des Musikkollegiums Winterthur und wurde schon mehrfach aufgeführt, auch als CD erhältlich.
2020 präsentiert Deutschlandfunk Köln eine neue Produktion der Winterreise von Augst & Daemgen. In der Sendung Atelier neuer Musik heißt es: „Kaum eine Einspielung des Zyklus Winterreise setzt sich so radikal anders mit Müllers Texten und Schuberts Musik auseinander wie die Lesart der Komponisten und Interpreten Oliver Augst und Marcel Daemgen. Im Vordergrund der Bearbeitungen steht nicht der glänzend polierte Schönklang Jahrhunderte alter traditioneller musikalischer Überlieferung, sondern dessen strikte Durchbrechung, um einen neuen unverstellten Zugang auf die Aktualität alter Texte und den Kern der Musik zu bekommen.“

## Einspielungen (Auswahl)
- Richard Tauber, Tenor; Mischa Spoliansky, Klavier; 1927 ODEON (Auswahl von 12 Liedern)
- Hans Duhan, Bariton; Ferdinand Foll und Lene Orthmann, Klavier; 1928 HIS MASTER'S VOICE
- Gerhard Hüsch, Bariton; Hanns Udo Müller, Klavier; 1933 HIS MASTER’S VOICE/ELECTROLA
- Karl Schmitt-Walter, Bariton; Ferdinand Leitner, Klavier; 1940 TELEFUNKEN (unveröffentlicht), Preiserrecords
- Lotte Lehmann, Sopran; Paul Ulanowsky, Klavier; 1940/41 VICTOR/COLUMBIA
- Hans Hotter, Bariton; Michael Raucheisen, Klavier; 1942 DGG
- Peter Anders, Tenor; Michael Raucheisen, Klavier; 1945 REICHSRUNDFUNK
- Dietrich Fischer-Dieskau, Bariton; Klaus Billing, Klavier; 1948 RIAS (1988 Movimento Musica srl Milano)
- Peter Anders, Tenor; Günther Weißenborn, Klavier; 1948
- Karl Schmitt-Walter, Bariton; Hubert Giesen, Klavier; 1952 DECCA
- Hans Hotter, Bariton; Gerald Moore, Klavier; 1955 EMI
- Josef Greindl, Bass; Hertha Klust, Klavier; 1957 DGG
- Hermann Prey, Bariton; Karl Engel, Klavier; 1962
- Gérard Souzay, Bariton; Dalton Baldwin, Klavier; 1962 Philips
- Dietrich Fischer-Dieskau, Bariton; Gerald Moore, Klavier; 1963 EMI
- Julius Patzak, Tenor; Jörg Demus, Klavier; 1964 Preiserrecords
- Peter Pears, Tenor; Benjamin Britten, Klavier; 1965 DECCA
- Dietrich Fischer-Dieskau, Bariton; Jörg Demus, Klavier; 1966 DGG
- Rudolf Schock, Tenor; Iván Eröd, Klavier; 1970 EURODISC/BMG
- Dietrich Fischer-Dieskau, Bariton; Gerald Moore, Klavier; 1971 DGG
- Hermann Prey, Bariton; Wolfgang Sawallisch, Klavier; 1971 Philips
- Theo Adam, Bassbariton; Rudolf Dunkel, Klavier; 1974
- Anton Dermota, Tenor; Hilda Dermota, Klavier, 1976 PREISER
- Dietrich Fischer-Dieskau, Bariton; Maurizio Pollini, Klavier; 1978 Orfeo
- Dietrich Fischer-Dieskau, Bariton; Daniel Barenboim, Klavier; 1980
- Robert Holl, Bassbariton; Konrad Richter, Klavier; 1980
- Engelbert Kutschera, Bass; Jörg Demus, Klavier; 1980
- Kurt Moll, Bass; Cord Garben, Klavier; 1982 Orfeo
- Siegfried Vogel, Bass; Rudolf Dunckel, Klavier; 1983 VEB Deutsche Schallplatten Berlin (2006 Berlin Classics/Edel)
- Hermann Prey, Bariton; Philippe Bianconi, Klavier; 1984 Denon
- Peter Schreier, Tenor; Swjatoslaw Richter, Klavier; 1985
- Dietrich Fischer-Dieskau, Bariton; Alfred Brendel, Klavier; 1985 Philips
- Barry McDaniel, Bariton; Jonathan Alder, Klavier; 1985 Classic Studio Berlin
- Eberhard Büchner, Tenor; Norman Shetler, Klavier; 1985
- Siegfried Lorenz, Bariton; Norman Shetler, Klavier, 1986
- Olaf Bär, Bariton; Geoffrey Parsons, Klavier, 1988 EMI
- Christa Ludwig, Mezzosopran; James Levine, Klavier; 1988 DGG
- Kurt Equiluz, Tenor; Margit Fussi, Fortepiano, 1988
- Thomas Quasthoff, Bariton; Martin Galling, Klavier, 1989
- Brigitte Fassbaender, Mezzosopran; Aribert Reimann, Klavier; 1990; siehe auch Verfilmungen
- Peter Ziethen, Bariton; Tadashi Sasaki, Gitarre; 1991 VMK
- Andreas Schmidt, Bariton; Rudolf Jansen, Klavier; 1992 DGG
- Peter Schreier, Tenor; András Schiff, Klavier, 1994
- Robert Holl, Bassbariton; Naum Grubert, Klavier; 1995
- Ulf Bästlein, Bassbariton; Stefan Laux, Klavier; 1995
- Mitsuko Shirai, Mezzosopran; Hartmut Höll, Klavier; 1996 Capriccio
- Harry Geraerts, Tenor; Ludger Rémy, Klavier, 1997 MD+G
- Matthias Goerne, Bariton; Graham Johnson, Klavier; 1997 Hyperion
- Thomas Hampson, Bariton; Wolfgang Sawallisch, Klavier; 1997 EMI
- Christoph Prégardien, Tenor; Andreas Staier, Fortepiano; 1997 Teldec
- Thomas Quasthoff, Bariton; Charles Spencer, Klavier; 1998 RCA
- Roland Hartmann, Bariton; Christian Frank, Klavier; 1999
- Christian Gerhaher, Bariton; Gerold Huber, Klavier; 2001
- Mario Hacquard, Bariton; Georges Dumé, Klavier; 2001 Hybrid'Music
- Ian Bostridge, Tenor; Leif Ove Andsnes, Klavier; 2004 EMI Classics; siehe auch Verfilmungen
- Matthias Goerne, Bariton; Alfred Brendel, Klavier; 2004 Universal
- Nathalie Stutzmann, Kontra-Alt; Inger Södergren, Klavier; 2004 Caliope / rbb Berlin
- Constantin Walderdorff, Bassbariton; Kristin Okerlund, Klavier; 2004 Preiser Records Wien
- Thomas Quasthoff, Bariton; Daniel Barenboim, Klavier; DVD; 2005 Universal
- Peter Schreier, Tenor; Dresdner Streichquartett (bearb. Jens Josef); 2005 MDR FIGARO
- Christine Schäfer, Sopran; Eric Schneider, Klavier; 2006 PM Classics Onyx
- Thomas E. Bauer, Bariton, Siegfried Mauser, Klavier; 2006 OehmsClassics („Schubert in Sibirien“)
- Hans Jörg Mammel, Tenor, Arthur Schoonderwoerd, Hammerflügel; Herbst 2006 alpha
- Florian Prey, Bariton, Rico Gulda, Klavier; 2006 Orpliod
- Michael Volle, Bariton, Urs Liska, Klavier; 2007 animato
- Tom Franke, Bassbariton; Newena Popow, Klavier; 2007 ARS Produktion
- Dominik Wörner, Bassbariton; Christoph Hammer, Fortepiano; 2007 blumlein Produktion
- Matthias Horn, Bariton; Christoph Ullrich, Klavier; 2009 Label Spektral
- Mark Padmore, Tenor; Paul Lewis, Klavier; 2009 Harmonia mundi
- Thomas E. Bauer, Bariton; Jos van Immerseel, Fortepiano Christopher Clarke, 1988, Cluny, 2009 Zig-Zag Territoires
- Adrian Eröd, Bariton; Eduard Kutrowatz, Klavier; 2010 Gramola
- Nataša Mirkovic-de Ro, Sopran; Matthias Loibner, Drehleier; 2010 Raumklang (Harmonia Mundi)
- James Gilchrist, Tenor; Anna Tilbrook, Klavier; 2011 ORCHID Classics
- Christoph Prégardien, Tenor; Michael Gees, Klavier; 2013 Challenge Classics
- Jonas Kaufmann, Tenor; Helmut Deutsch, Klavier; 2014 Sony Music
- Heinz Zednik, Tenor; Markus Vorzellner, Klavier; 2015 Bock Productions
- Günther Groissböck, Bass; Gerold Huber, Klavier; 2017 Decca
- Ronald Hein, Tenor; Hiroto Saigusa, Klavier; 2018 SAEK Videoproduktion
- Philippe Sly, Bassbariton; Chimera Project, Kammerensemble; 2019 Analekta
- Pavol Breslik, Tenor; Amir Katz, Klavier; 2019 Orfeo
- Dimitris Tiliakos, Bariton; Vassilis Varvaresos, Klavier; 2015 Navis Classics
- Benjamin Bruns, Tenor; Karola Theill, Klavier; 2021 haenssler CLASSIC
- Benjamin Appl, Bariton; James Baillieu, Klavier; 2022 Alpha Classics
- Iris T. & Hans Z. Quintett; 2023 Broken Silence
- Pankow (FM & Alex Spalck); Franz Schubert's Winterreise; 2023 Boronia Schallfolien
- Andrè Schuen, Bariton; Daniel Heide, Klavier; 2024 Deutsche Grammophon

## Verfilmungen
- 1994: Winterreise von Petr Weigl mit Brigitte Fassbaender.[32]
- 1997: Winterreise von David Alden mit Ian Bostridge (Tenor) und Julius Drake (Klavier).[33]